# Moneilema
Moneilema is een kevergeslacht uit de familie van de boktorren (Cerambycidae). De wetenschappelijke naam van het geslacht werd voor het eerst geldig gepubliceerd in 1824 door Say.

## Soorten
Moneilema omvat de volgende soorten:
- Moneilema albopictum White, 1856
- Moneilema annulatum Say, 1824
- Moneilema appressum LeConte, 1852
- Moneilema armatum LeConte, 1853
- Moneilema aterrimum Fisher, 1931
- Moneilema blapsides (Newman, 1838)
- Moneilema crassipes Fisher, 1931
- Moneilema ebeninum Bates, 1885
- Moneilema gigas LeConte, 1873
- Moneilema longipes White, 1856
- Moneilema manni Psota, 1930
- Moneilema mexicanum Fisher, 1927
- Moneilema michelbacheri Linsley, 1942
- Moneilema opuntiae Fisher, 1928
- Moneilema punctipennis Fisher, 1927
- Moneilema rugosissimum Casey, 1924
- Moneilema semipunctatum LeConte, 1852
- Moneilema subrugosum Bland, 1862
- Moneilema variolare Thomson, 1867
- Moneilema wickhami Psota, 1930